# Stenolauxania striata
Stenolauxania striata är en tvåvingeart som beskrevs av Malloch 1926. Stenolauxania striata ingår i släktet Stenolauxania och familjen lövflugor.
Artens utbredningsområde är Costa Rica. Inga underarter finns listade i Catalogue of Life.